# Psammisia montana
Psammisia montana är en ljungväxtart som beskrevs av J.L. Luteyn. Psammisia montana ingår i släktet Psammisia och familjen ljungväxter. Inga underarter finns listade i Catalogue of Life.